# Atletica leggera ai XVII Giochi del Mediterraneo - 1500 metri piani femminili
Le gare di atletica leggera nella categoria 1500 metri piani femminili si sono tenute il 26 giugno 2013 al Nevin Yanıt Atletizm Kompleksi di Mersin.

## Calendario
Fuso orario EET (UTC+3).
| Data      | Ora   | Turno  |
| --------- | ----- | ------ |
| 26 giugno | 19:50 | Finale |

## Risultati
Le 9 atlete partecipanti disputano direttamente la finale.

### Finale
| Pos. | Atleta              | Nazionalità | Tempo   | Note |
| ---- | ------------------- | ----------- | ------- | ---- |
|      | Siham Hilali        | Marocco     | 4'04"06 |      |
|      | Luiza Gega          | Albania     | 4'05"63 |      |
|      | Tuğba Koyuncu       | Turchia     | 4'06"22 |      |
| 4    | Margherita Magnani  | Italia      | 4'06"34 |      |
| 5    | Esma Aydemir        | Turchia     | 4'09"06 |      |
| 6    | Giulia Viola        | Italia      | 4'10"00 |      |
| 7    | Elena García Grimau | Spagna      | 4'15"00 |      |
| 8    | Lauranne Picoche    | Francia     | 4'16"68 |      |
| 9    | Rababe Arrafi       | Marocco     | -       | DNF  |